# Scipionenkreis
Der Scipionenkreis ist eine offenbar im 19. Jahrhundert aufgekommene Bezeichnung, die einen um den römischen Staatsmann und Feldherrn Scipio den Jüngeren (re-)konstruierten Freundeskreis bezeichnet. Bezug genommen wird dabei auf zwei Schriften Marcus Tullius Ciceros (Laelius de amicitia und De re publica), in denen der Autor eine Gruppe römischer Hochadeliger um Scipio beschreibt und in „Platonischen Dialogen“ zu Wort kommen lässt.
Der Begriff Scipionenkreis dürfte auf eine Stelle in dem Werk Laelius de amicitia zurückgehen, wo Cicero den namengebenden Politiker Gaius Laelius einschränkend – ut ita dicam („um mich so auszudrücken“) – von einem grex Scipionis („Scipios Herde“) sprechen lässt. Diesem Kreis werden neben den bei Cicero genannten Personen Lucius Furius Philus, Publius Rupilius und Spurius Mummius von der modernen Forschung auch der stoische Philosoph Panaitios, der Historiker Polybios, der Satiriker Gaius Lucilius sowie der Komödienautor Terenz zugerechnet.
Neuzeitliche Wissenschaftler haben vermutet, dass diese Gruppe hochrangiger Römer einen maßgeblichen Einfluss bei der Vermittlung griechischen Gedankengutes in ihrer Stadt gehabt habe. Die Freundschaft zur griechischen Kultur (Philhellenismus) und die Vorstellung einer von humanitas geprägten Politik sollen dabei eine besondere Rolle gespielt haben. In dieser konkreten Form ist die Historizität des „Scipionenkreises“ allerdings umstritten, für seinen großen gesellschaftlichen Einfluss finden sich in den antiken Quellen keine konkreten Belege.